# FIFA 여자 월드컵
FIFA 여자 월드컵은 FIFA에 가입된 여자 축구 국가대표팀들이 참여하는 여자 축구 분야의 국제 대회이다. 남성 대회가 1930년에 처음 개최된 것에 비해 여자 대회는 61년이 지난 뒤인 1991년에 첫 대회가 개최되었다. 현재의 대회는 본선 32개 팀이 참가하는 방식으로 우승 팀을 가리게 된다.

## 역사
처음에 이 대회는 FIFA 회장인 주앙 아벨란제의 개인 생각이었다. 최초의 대회는 1991년 중국에서 개최되었는데, 12개 팀이 그들의 국가를 대표하여 참가하였다. 1995년 FIFA 여자 월드컵은 스웨덴에서 개최되었으며, 12개 팀이 본선에 참가했다. 미국에서 열린 1999년 FIFA 여자 월드컵에는 660,000명이 넘는 관중이 관람했다.
미국이 4번, 독일이 2번 우승하였고, 노르웨이, 일본, 스페인이 각각 1번씩 우승했다. 독일은 2003년, 2007년의 2회 연속 우승 기록을 가지고 있고, 미국도 2015년, 2019년의 2회 연속 우승 기록을 가지고 있다.
1999년 대회에서 가장 유명한 장면은 미국 수비수 브랜디 채스테인이 중국과의 승부차기 승리 후에 보여준 세레모니이다. 브랜디 채스틴은 남자들이 자주하던 것처럼 유니폼 상의를 벗어서 머리 위로 흔들며, 상체 근육과 스포츠브라를 노출하여 유명 인사가 되었다. 1999년 월드컵 결승전은 캘리포니아 로즈 볼에서 펼쳐졌는데, 이날 관중 수인 90,185명은 여자 축구 사상 최다 관중 기록을 세웠다.
1999년과 2003년 대회는 모두 미국에서 개최하였다. 2003년 대회는 원래 중국에서 열릴 예정이었으나, 중국에서 일어난 중증급성호흡기증후군(SARS, 사스) 확산의 여파로 인해 미국으로 개최지가 옮겨졌다. 이에 대한 보상으로, 2003년 대회의 개최국으로서의 자동 출전권을 얻었고, 2007년 대회의 개최권을 부여받았다. 2007년 10월에 투표를 통해 독일이 2011년 FIFA 여자 월드컵의 개최국으로 결정되었다.
2007년 중국 대회에서 미국 대표팀의 주장이었던 크리스틴 릴리는 다섯 번째 월드컵 출전을 기록하였는데, 그녀는 월드컵에 다섯번 출전한 세 명 가운데 유일한 여성으로 기록되었다.
2015년 FIFA 여자 월드컵은 캐나다에서 개최되었으며, 참가 팀 수는 24개 팀으로 확대되었다. 2019년 FIFA 여자 월드컵은 프랑스에서 개최되었다.
2023년 FIFA 여자 월드컵은 오스트레일리아와 뉴질랜드에서 개최되었으며, 참가 팀 수는 32개 팀으로 확대되었다.

## 대회 운영 방식
참가 팀들은 남자 대회와 마찬가지로 각 대륙별 지역 예선을 통해 선발된다. 각 대륙별 지역 예선은 별도의 예선을 치르는 유럽을 제외하고 각 대륙별 선수권 대회가 지역 예선을 겸한다. (단, 유럽도 초창기인 1991년 FIFA 여자 월드컵과 1995년 FIFA 여자 월드컵까지는 UEFA 유럽 여자 축구 선수권 대회가 예선을 겸했다.) 각 대륙별 지역 예선은 다음과 같다.
- 아시아 축구 연맹 (AFC) - AFC 여자 아시안컵 (단, 1995년 FIFA 여자 월드컵은 1994년 아시안 게임 축구 여자부가 지역 예선을 겸했다.)
- 아프리카 축구 연맹 (CAF) - 아프리카 여자 네이션스컵
- 북중미카리브 축구 연맹 (CONCACAF) - CONCACAF 여자 축구 선수권 대회
- 남미 축구 연맹 (CONMEBOL) - 코파 아메리카 페메니나
- 오세아니아 축구 연맹 (OFC) - OFC 여자 네이션스컵

대회는 4주의 기간으로 진행된다. 조별 예선에서는 24개 팀을 6개 조로 나누어 라운드 로빈 방식의 조별 리그를 진행한다. 2007년 FIFA 여자 월드컵 개막전에서 독일이 아르헨티나를 11-0으로 완파한 뒤에 제프 블라터 FIFA 회장은 이러한 일방적인 경기가 "대회에 좋지 않다"고 인정하고 FIFA에서 참가팀을 24개 팀으로 확대시킬지 아닐지에 대해 고려하기도 했다.
1991년 FIFA 여자 월드컵과 1995년 FIFA 여자 월드컵까지 12개 팀이 참가했고 1999년 FIFA 여자 월드컵부터 2011년 FIFA 여자 월드컵까지 16개 팀이 참가했다. 2015년 FIFA 여자 월드컵부터는 24개 팀이 참가하게 되었다.
토너먼트전에서는 각 조의 상위 두 팀과 각 조 3위 팀 중 상위 4개 팀이 16강전에 올라가게 되는데, 16강전부터는 서든데스 방식의 단판제 경기로 진행된다. 16강전 승리팀은 8강전에 진출하고 8강전의 승리팀은 준결승에 진출하여 결승전에 올라갈 두 팀을 결정할 경기를 하게 된다. 준결승전에서 패한 팀은 3위 결정전을 치르게 된다.

## 역대 대회 결과

### 역대 결승전 & 3·4위 결정전
| 회차 | 연도 | 개최국                  | 결승전   | 결승전               | 결승전   | 3·4위 결정전 | 3·4위 결정전         | 3·4위 결정전   |
| 회차 | 연도 | 개최국                  | 우승     | 결과                 | 준우승   | 3위          | 결과                 | 4위            |
| ---- | ---- | ----------------------- | -------- | -------------------- | -------- | ------------ | -------------------- | -------------- |
| 1회  | 1991 | 중국                    | 미국     | 2–1                  | 노르웨이 | 스웨덴       | 4–0                  | 독일           |
| 2회  | 1995 | 스웨덴                  | 노르웨이 | 2–0                  | 독일     | 미국         | 2–0                  | 중국           |
| 3회  | 1999 | 미국                    | 미국     | 0–0 (a.e.t.) (5–4 p) | 중국     | 브라질       | 0–0 (a.e.t.) (5–4 p) | 노르웨이       |
| 4회  | 2003 | 미국                    | 독일     | 2–1 (a.e.t. g.g.)    | 스웨덴   | 미국         | 3–1                  | 캐나다         |
| 5회  | 2007 | 중국                    | 독일     | 2–0                  | 브라질   | 미국         | 4–1                  | 노르웨이       |
| 6회  | 2011 | 독일                    | 일본     | 2–2 (a.e.t.) (3–1 p) | 미국     | 스웨덴       | 2–1                  | 프랑스         |
| 7회  | 2015 | 캐나다                  | 미국     | 5–2                  | 일본     | 잉글랜드     | 1–0 (a.e.t.)         | 독일           |
| 8회  | 2019 | 프랑스                  | 미국     | 2–0                  | 네덜란드 | 스웨덴       | 2–1                  | 잉글랜드       |
| 9회  | 2023 | 오스트레일리아 뉴질랜드 | 스페인   | 1–0                  | 잉글랜드 | 스웨덴       | 2–0                  | 오스트레일리아 |

### 4강 진출 국가 기록
| 국가대표팀     | 우승                       | 준우승   | 3위                        | 4위            | 진출 횟수 |
| -------------- | -------------------------- | -------- | -------------------------- | -------------- | --------- |
| 미국           | 4 (1991, 1999, 2015, 2019) | 1 (2011) | 3 (1995, 2003, 2007)       | -              | 8         |
| 독일           | 2 (2003, 2007)             | 1 (1995) | -                          | 2 (1991, 2015) | 5         |
| 노르웨이       | 1 (1995)                   | 1 (1991) | -                          | 2 (1999, 2007) | 4         |
| 일본           | 1 (2011)                   | 1 (2015) | -                          | -              | 2         |
| 스페인         | 1 (2023)                   | -        | -                          | -              | 1         |
| 잉글랜드       | -                          | 1 (2023) | 1 (2015)                   | 1 (2019)       | 3         |
| 네덜란드       | -                          | 1 (2019) | -                          | -              | 1         |
| 스웨덴         | -                          | 1 (2003) | 4 (1991, 2011, 2019, 2023) | -              | 4         |
| 브라질         | -                          | 1 (2007) | 1 (1999)                   | -              | 2         |
| 중화인민공화국 | -                          | 1 (1999) | -                          | 1 (1995)       | 2         |
| 캐나다         | -                          | -        | -                          | 1 (2003)       | 1         |
| 프랑스         | -                          | -        | -                          | 1 (2011)       | 1         |
| 오스트레일리아 | -                          | -        | -                          | 1 (2023)       | 1         |

## 통산 성적
1991년 FIFA 여자 월드컵부터 2023년 FIFA 여자 월드컵까지 아홉 번의 월드컵에서 각 국가가 기록한 성적을 순위별로 나열한 통계표다. 총 44개국이 월드컵 본선에 진출했다.
순위를 결정하는 기준은 다음과 같다.
- 승리 3점, 무승부 1점, 패배 0점으로 계산한다.
- 승점이 많을수록 상위권에 랭크
- 승점이 같으면 골득실 > 다득점 순으로 랭크
- 굵은 글씨(숫자)는 각 기록에서 가장 높은 순위

| 순위 | 국가              | 승점 | 진출 | 경기 | 승 | 무 | 패 | 득점 | 실점 | 득실차 | 최고 순위 |
| ---- | ----------------- | ---- | ---- | ---- | -- | -- | -- | ---- | ---- | ------ | --------- |
| 1    | 미국              | 132  | 9    | 54   | 41 | 9  | 4  | 142  | 39   | +103   | 우승 (4)  |
| 2    | 독일              | 99   | 9    | 47   | 31 | 6  | 10 | 129  | 42   | +87    | 우승 (2)  |
| 3    | 스웨덴            | 90   | 9    | 47   | 28 | 6  | 13 | 85   | 53   | +32    | 준우승    |
| 4    | 노르웨이          | 80   | 9    | 44   | 25 | 5  | 14 | 100  | 56   | +44    | 우승 (1)  |
| 5    | 브라질            | 66   | 9    | 37   | 20 | 6  | 11 | 71   | 42   | +29    | 준우승    |
| 6    | 잉글랜드          | 65   | 6    | 33   | 20 | 5  | 8  | 56   | 36   | +20    | 준우승    |
| 7    | 중화인민공화국    | 58   | 8    | 36   | 17 | 7  | 12 | 55   | 39   | +16    | 준우승    |
| 8    | 일본              | 58   | 9    | 38   | 18 | 4  | 16 | 54   | 62   | -8     | 우승 (1)  |
| 9    | 프랑스            | 44   | 5    | 24   | 13 | 5  | 6  | 44   | 24   | +20    | 4위       |
| 10   | 오스트레일리아    | 37   | 8    | 33   | 10 | 7  | 16 | 48   | 58   | -10    | 4위       |
| 11   | 캐나다            | 33   | 8    | 30   | 9  | 6  | 15 | 36   | 57   | -21    | 4위       |
| 12   | 네덜란드          | 32   | 3    | 16   | 10 | 2  | 4  | 26   | 13   | +13    | 준우승    |
| 13   | 스페인            | 23   | 3    | 14   | 7  | 2  | 5  | 29   | 15   | +14    | 우승 (1)  |
| 14   | 이탈리아          | 22   | 4    | 15   | 7  | 1  | 7  | 23   | 20   | +3     | 8강       |
| 15   | 나이지리아        | 21   | 9    | 30   | 5  | 6  | 19 | 23   | 65   | -42    | 8강       |
| 16   | 덴마크            | 16   | 5    | 18   | 5  | 1  | 12 | 22   | 29   | -7     | 8강       |
| 17   | 콜롬비아          | 14   | 3    | 12   | 4  | 2  | 6  | 10   | 13   | -3     | 8강       |
| 18   | 러시아            | 12   | 2    | 8    | 4  | 0  | 4  | 16   | 14   | +2     | 8강       |
| 19   | 북한              | 11   | 4    | 13   | 3  | 2  | 8  | 12   | 20   | -8     | 8강       |
| 20   | 카메룬            | 9    | 2    | 8    | 3  | 0  | 5  | 12   | 12   | 0      | 16강      |
| 21   | 스위스            | 8    | 2    | 8    | 2  | 2  | 4  | 14   | 10   | +4     | 16강      |
| 22   | 뉴질랜드          | 7    | 6    | 18   | 1  | 4  | 13 | 9    | 35   | -26    | 조별리그  |
| 23   | 모로코            | 6    | 1    | 4    | 2  | 0  | 2  | 2    | 10   | -8     | 16강      |
| 24   | 자메이카          | 5    | 2    | 7    | 1  | 2  | 4  | 2    | 13   | -11    | 16강      |
| 25   | 대한민국          | 5    | 4    | 13   | 1  | 2  | 10 | 7    | 31   | -24    | 16강      |
| 26   | 남아프리카 공화국 | 4    | 2    | 7    | 1  | 1  | 5  | 7    | 16   | -9     | 16강      |
| 27   | 가나              | 4    | 3    | 9    | 1  | 1  | 7  | 6    | 30   | -24    | 조별리그  |
| 28   | 포르투갈          | 3    | 1    | 3    | 1  | 1  | 1  | 2    | 1    | +1     | 조별리그  |
| 29   | 칠레              | 3    | 1    | 3    | 1  | 0  | 2  | 2    | 5    | -3     | 조별리그  |
| 30   | 필리핀            | 3    | 1    | 3    | 1  | 0  | 2  | 1    | 8    | -7     | 조별리그  |
| 31   | 잠비아            | 3    | 1    | 3    | 1  | 0  | 2  | 3    | 11   | -8     | 조별리그  |
| 32   | 중화 타이베이     | 3    | 1    | 4    | 1  | 0  | 3  | 2    | 15   | -13    | 조별리그  |
| 33   | 태국              | 3    | 2    | 6    | 1  | 0  | 5  | 4    | 30   | -26    | 조별리그  |
| 34   | 멕시코            | 3    | 3    | 9    | 0  | 3  | 6  | 6    | 30   | -24    | 조별리그  |
| 35   | 아르헨티나        | 3    | 4    | 12   | 0  | 3  | 9  | 7    | 42   | -35    | 조별리그  |
| 36   | 코스타리카        | 2    | 2    | 6    | 0  | 2  | 4  | 4    | 12   | -8     | 조별리그  |
| 37   | 스코틀랜드        | 1    | 1    | 3    | 0  | 1  | 2  | 5    | 7    | -2     | 조별리그  |
| 38   | 아일랜드          | 1    | 1    | 3    | 0  | 1  | 2  | 1    | 3    | -2     | 조별리그  |
| 39   | 아이티            | 0    | 1    | 3    | 0  | 0  | 3  | 0    | 4    | -4     | 조별리그  |
| 40   | 적도 기니         | 0    | 1    | 3    | 0  | 0  | 3  | 2    | 7    | -5     | 조별리그  |
| 41   | 파나마            | 0    | 1    | 3    | 0  | 0  | 3  | 3    | 11   | -8     | 조별리그  |
| 42   | 베트남            | 0    | 1    | 3    | 0  | 0  | 3  | 0    | 12   | -12    | 조별리그  |
| 43   | 코트디부아르      | 0    | 1    | 3    | 0  | 0  | 3  | 3    | 16   | -13    | 조별리그  |
| 44   | 에콰도르          | 0    | 1    | 3    | 0  | 0  | 3  | 1    | 17   | -16    | 조별리그  |

## 같이 보기
남자 대회
- FIFA 월드컵
- FIFA U-20 월드컵
- FIFA U-17 월드컵
- FIFA 클럽 월드컵
- FIFA 풋살 월드컵
- FIFA 비치사커 월드컵
- 남자 올림픽 축구
- FIFA e월드컵

여자 대회
- FIFA U-20 여자 월드컵
- FIFA U-17 여자 월드컵
- 여자 올림픽 축구